# Pringleophaga marioni
Pringleophaga marioni är en fjärilsart som beskrevs av Pierre E.L. Viette 1968. Pringleophaga marioni ingår i släktet Pringleophaga och familjen äkta malar. Inga underarter finns listade i Catalogue of Life.